# L.A. Confidential (film)
L.A. Confidential è un film del 1997 diretto da Curtis Hanson con Russell Crowe, Guy Pearce e Kevin Spacey. Il soggetto è tratto dall'omonimo romanzo di James Ellroy, con una sceneggiatura di Brian Helgeland e Curtis Hanson.
Il gruppo di interpreti comprende anche Kim Basinger, nei panni di Lynn Bracken, una prostituta d'alto bordo sosia dell'attrice Veronica Lake; Danny DeVito, nelle vesti di Sid Hudgens, che tramite il giornale scandalistico da lui diretto, Hush-Hush, ci mostra la Los Angeles degli anni cinquanta, la città degli angeli e dei sogni torbida con un fondo dominato da malavitosi come Mickey Cohen (Paul Guilfoyle); infine, James Cromwell, che interpreta il capitano della polizia Dudley Smith.
Il film è stato presentato in concorso al 50º Festival di Cannes, ripercorre anche avvenimenti realmente avvenuti e tristemente noti come il Natale di sangue del 1951. Nel 2015 è stato scelto per la conservazione nel National Film Registry della Biblioteca del Congresso degli Stati Uniti.

## Trama
Los Angeles, inizio anni '50. Tre agenti di polizia, Bud White, Ed Exley e Jack Vincennes, hanno modi molto diversi di far rispettare la legge:
- Exley, figlio di un detective ucciso in servizio da un criminale impunito, ambisce a superare la fama del padre, ma è anche irreprensibile e ligio al dovere;
- White, che a dodici anni ha assistito alla morte della madre per mano del padre, si è preposto di aiutare le donne e ricorre spesso alla violenza;
- Vincennes è un investigatore della squadra antidroga (gli altri due lavorano alla Omicidi) che lavora anche come consulente tecnico per la serie televisiva Lampi di Gloria, un dramma poliziesco di successo, ma soprattutto collabora con Sid Hudgens, direttore del giornale scandalistico "Zitti-Zitti" (in originale Hush-Hush) per individuare e arrestare le celebrità ottenendo in cambio generose mazzette da quest'ultimo.

White, nella sua ossessiva caccia ai picchiatori di donne, si imbatte in Leland "Buzz" Meeks, un ex poliziotto che lavora come autista del ricco Pierce Patchett. A seguito del "Natale di sangue", un episodio chiave di brutalità poliziesca avvenuto la vigilia di Natale in carcere contro alcuni messicani, White e il suo compagno Dick Stensland vengono licenziati dal corpo della polizia con la testimonianza da parte di Exley, che White inizia a odiare. Tuttavia quest'ultimo ottiene nuovamente il distintivo per mano del capitano della polizia Dudley Smith, che si serve di lui per malmenare i criminali provenienti dagli Stati vicini che tentano di prendere il controllo della malavita organizzata di Los Angeles dopo l'arresto di Mickey Cohen, il quale ha lasciato un vuoto di potere.
Quando Stensland, tempo dopo, viene trovato morto tra le vittime del Nite Owl, una caffetteria in cui è stata commessa una strage, Exley assume personalmente l'indagine e cerca di far luce sul caso, unendo le forze con Vincennes, il quale è alla ricerca di un grosso successo professionale per risollevarsi dalla degradazione inflittagli per aver preso parte al pestaggio del Natale di sangue. Hudgens confida a Vincennes di avere scoperto che il procuratore distrettuale Ellis Loew è gay e tenta di esporlo e fare scandalo avvicinandogli l'attore bisessuale Matt Reynolds; tuttavia, quando Vincennes scopre che Reynolds è stato assassinato, tenta di risolvere il caso e risalire all'omicida collaborando con Exley.
Intanto, tre pregiudicati afro-americani accusati della strage del Nite Owl vengono uccisi da Exley durante una sparatoria; i tre, peraltro, tenevano segregata in casa la giovane Inez per violentarla a loro piacimento. Benché il caso del Nite Owl sembri il risultato di una semplice rapina, Exley e White nelle loro indagini separate scoprono molti indizi che suggeriscono falle nell'indagine e possibile corruzione nel corpo della polizia; tra le vittime del Nite Owl, White riconosce una ragazza, Susan Lefferts, che aveva visto in macchina la notte in cui incontrò Meeks e Patchett; risale dunque a Patchett, il quale gestisce il Fleur-de-Lys, un notevole giro di prostitute che sottopone a operazioni chirurgiche per farle assomigliare a dive del cinema (Susan aveva l'aspetto di Rita Hayworth). White inizia presto una relazione con Lynn Bracken, una delle prostitute di Patchett, che ha le sembianze di Veronica Lake, e in seguito scopre il cadavere di Meeks, nascosto nello scantinato della madre di Susan, un'anziana signora che riconosce in Stensland il fidanzato di sua figlia. Intanto, Exley, parlando con Inez, scopre che questa ha mentito sull'orario in cui i suoi tre aguzzini l'hanno lasciata a casa la sera del massacro e capisce che non avrebbero mai fatto in tempo a recarsi in quella caffetteria.
Quando Vincennes riporta le sue prime scoperte e connessioni tra il caso del Nite Owl e l'omicidio di Reynolds al capitano Smith, ipotizzando stretti legami tra Stensland, Meeks e il capitano, questi uccide Vincennes con un colpo di pistola al petto, e in seguito usa Hudgens e Lynn per fare in modo che questa amoreggi con Exley, mostrando poi le foto di loro due a White, che va su tutte le furie. White raggiunge Exley alla stazione di polizia e si mette a picchiarlo furiosamente, ma alla fine lui riesce a fermarlo facendogli capire che Smith è corrotto e lo sta usando per i suoi scopi. I due, spulciando svariate scartoffie, capiscono il legame tra il capitano e i due poliziotti uccisi, che nel corso della carriera si erano coperti a vicenda per ogni sorta di nefandezza. Con l'arresto di Mickey Cohen, il legame fra i tre si era guastato; Meeks si era impossessato di una grossa partita di eroina del boss e Stensland, per rubargliela, lo aveva ucciso e poi sotterrato nello scantinato della madre di Susan, ma Smith aveva assoldato un paio dei suoi sottoposti corrotti per compiere il massacro al Nite Owl (in modo che l'ex complice, che era lì per rivendere la droga, sembrasse solo una vittima casuale piuttosto che il reale obiettivo) ed incastrare i tre pregiudicati afroamericani, facendo piazzare le armi del delitto a casa loro.
Exley e White uniscono le forze per fermare Smith e ottengono prove interrogando il procuratore distrettuale Ellis Loew, indotto al silenzio da Smith grazie all'affare scandaloso con Reynolds, di cui il capitano aveva ottenuto notizie brutalizzando Hudgens; il politico confessa che Smith e Patchett hanno intenzione di subentrare alla guida dell'impero criminale di Mickey Cohen e che Reynolds è stato ucciso dai due perché aveva ascoltato troppo. In seguito Exley e White trovano Hudgens e Patchett morti, quest'ultimo ucciso simulando un suicidio; Smith infatti ha tradito il suo complice e intende prendere da solo la guida degli affari di Cohen, eliminando tutti coloro che potrebbero collegarlo ai suoi crimini.
Exley e White vengono infine attirati in una trappola dagli uomini di Smith, ma riescono a ucciderli tutti, finché lo stesso capitano non li raggiunge e spara a White allo zigomo dopo che quest'ultimo ha salvato Exley accoltellandolo e facendogli sbagliare il colpo. Rimasto solo con Exley che lo tiene sotto tiro e con la polizia in arrivo, Smith gli consiglia di stare al gioco promettendogli una promozione, ma il giovane lo uccide con un colpo di fucile non appena il capitano gli volta le spalle.
Alla stazione di polizia i funzionari governativi, consci del fatto che con la testimonianza di Exley riguardo ai crimini di Smith l'immagine del dipartimento sarebbe irrimediabilmente rovinata, accettano di riconoscere al detective un encomio pur di mantenere il silenzio sulla faccenda. Smith viene quindi dichiarato morto eroicamente nella sparatoria, mentre Exley riceve una medaglia al valore per i propri servizi. Dopo essere stato insignito dell'onorificenza, Exley incontra Lynn, che ha abbandonato la sua professione per stare con White, sopravvissuto alla sparatoria ma incapace di parlare.
I tre quindi si salutano, con Exley che rimane al dipartimento di polizia di Los Angeles, mentre Lynn e White si recano in Arizona, Stato natale della donna.

## Produzione

### Sviluppo
Curtis Hanson aveva letto una mezza dozzina di libri di James Ellroy prima di L.A. Confidential ed era rimasto attratto dai personaggi, non dalla trama del romanzo. Raccontò: «Ciò che mi ha catturato di loro è stato che, quando li ho incontrati, uno dopo l'altro, non mi piacevano, ma mentre continuavo a leggere, ho iniziato ad averli a cuore». Il romanzo di Ellroy fece anche pensare a Hanson circa Los Angeles e gli fornì l'opportunità di "ambientare un film in un momento in cui l'intero sogno di Los Angeles, di quell'epoca apparentemente d'oro degli anni '20 e '30, veniva demolito". Anni dopo Russell Crowe rivelò che, nonostante fosse stato Hanson a volerlo fortemente nel film, altri produttori vicini alla Warner Bros. avrebbero preferito Sean Penn o Robert De Niro come protagonista. A tal fine la produzione, durante le riprese, non pagò il conto dell'albergo e l'auto a noleggio di Crowe, per spingere l'attore a dare le dimissioni e lasciare il film.
Lo sceneggiatore Brian Helgeland era stato originariamente scritturato dalla Warner Bros. per scrivere un film per il regista Uli Edel e poi aveva lavorato ad un progetto abortito su Re Artù. Helgeland era un fan di lunga data dei romanzi di Ellroy. Quando seppe che la Warner Bros. aveva acquisito i diritti di L.A. Confidential nel 1990, fece pressioni per scrivere il film, ma lo studio voleva solo sceneggiatori famosi. Quando finalmente ottenne un incontro, fu annullato due giorni prima che si svolgesse.
Appena Helgeland seppe che Hanson era stato assunto per dirigere il film, si incontrò con lui mentre il regista stava girando The River Wild. I due scoprirono che non solo condividevano l'amore per la narrativa di Ellroy, ma erano anche d'accordo su come adattare cinematograficamente L.A. Confidential. Secondo Helgeland, dovettero "rimuovere ogni scena dal libro che non conteneva i tre poliziotti principali, e poi lavorare su quelle scene". Secondo Hanson, egli "voleva che il pubblico fosse sfidato ma allo stesso tempo non voleva che si perdesse nei meandri di una trama troppo complicata". Lavorarono insieme alla sceneggiatura per due anni, con Hanson che rifiutò altri lavori e Helgeland che scrisse sette bozze gratuitamente.
Inoltre, i due ottennero anche l'approvazione di Ellroy. Lo scrittore aveva visto i film di Hanson La finestra della camera da letto e Cattive compagnie, e lo reputava "un narratore competente ed interessante", 
ma non era convinto che il suo libro sarebbe potuto diventare un film. Questo fino a quando non parlò con l'eventuale regista. Egli disse in seguito: «Hanno preservato l'integrità di base del libro e il suo tema principale. Brian e Curtis hanno preso un'opera di finzione che aveva otto trame, le hanno ridotte a tre e hanno mantenuto la forza drammatica di tre uomini che elaborano il loro destino».
Il dirigente della Warner Bill Gerber mostrò il copione a Michael Nathanson, CEO della New Regency Productions, che aveva un accordo con lo studio. Nathanson l'adorava, ma dovevano ottenere l'approvazione del proprietario della New Regency, Arnon Milchan. Hanson preparò una presentazione consistente in 15 cartoline e foto d'epoca di L.A. montate su dei cartelloni. Le immagini consistevano in aranceti, spiagge, villette nella San Fernando Valley e l'apertura della Hollywood Freeway per simboleggiare l'immagine di prosperità venduta al pubblico.
Nella presentazione, Hanson mostrò il lato oscuro del romanzo di Ellroy presentando la copertina del giornale scandalistico Confidential con la famosa foto di Robert Mitchum che esce di prigione dopo l'arresto per possesso di marijuana. Hanson sottolineò che i dettagli del periodo sarebbero stati sullo sfondo e i personaggi in primo piano. Milchan restò favorevolmente colpito dalla presentazione ed accettò di finanziare il film.

### Cast
Hanson aveva visto Russell Crowe in Skinheads trovandolo "ripugnante e spaventoso, ma affascinante". L'attore aveva letto il romanzo Dalia nera di Ellroy ma non L.A. Confidential. Quando lesse il copione, Crowe restò colpito dalla "crociata morale ipocrita" del personaggio di Bud White. Hanson registrò Crowe mentre recitava alcune scene della sceneggiatura e lo mostrò ai produttori del film, che accettarono di sceglierlo come interprete di Bud. Guy Pearce fece il provino, e Hanson sentì che "era proprio quello che aveva in mente per Ed Exley". Il regista volutamente non guardò l'attore in Priscilla - La regina del deserto, temendo che potesse influenzare la sua decisione. Come fatto con Crowe, Hanson registrò Pearce e lo mostrò ai produttori, che approvarono la scelta. A Pearce non piacque Ed quando lesse la sceneggiatura e precisò: «Sono stato abbastanza sbrigativo nel giudicarlo e non mi piaceva perché era così ipocrita ... Ma mi è piaciuto quanto è diventato onesto con se stesso».
Crowe neozelandese (formatosi attorialmente in Australia) e Pearce australiano (anch'egli neozelandese da parte di padre) erano all'epoca ancora relativamente sconosciuti a livello internazionale, e Milchan era anche preoccupato della mancanza di attori di richiamo nei ruoli principali. Ma supportò ugualmente le scelte di Hanson e questo diede al regista la fiducia per approcciare Kim Basinger, Danny DeVito e Kevin Spacey, attori già noti al grande pubblico. Hanson scritturò Crowe e Pearce perché voleva "replicare la propria esperienza nel leggere il libro": «All'inizio non ti piace nessuno di questi personaggi, ma più approfondisci la loro storia, più inizi a simpatizzare con loro. Non volevo degli attori che il pubblico conoscesse e apprezzasse già».
Un altro australiano sconosciuto al pubblico, Simon Baker, in seguito star della serie The Mentalist, fu scritturato nel piccolo ma importante ruolo di Matt Reynolds, un giovane attore bisessuale.
Hanson sentiva che il personaggio di Jack Vincennes era "una stella del cinema capitato nella polizia", e pensò subito a Spacey, per il suo carisma da divo cinematografico. Il regista era fiducioso che l'attore "potesse interpretare l'uomo dietro quella patina, l'uomo che ha anche perso la sua anima", e quando gli diede la sceneggiatura, gli disse di pensare a Dean Martin mentre era nella parte. Hanson scelse Kim Basinger perché sentiva che lei "era l'attrice la cui bellezza poteva proiettare il glamour dell'età d'oro di Hollywood".

### Riprese

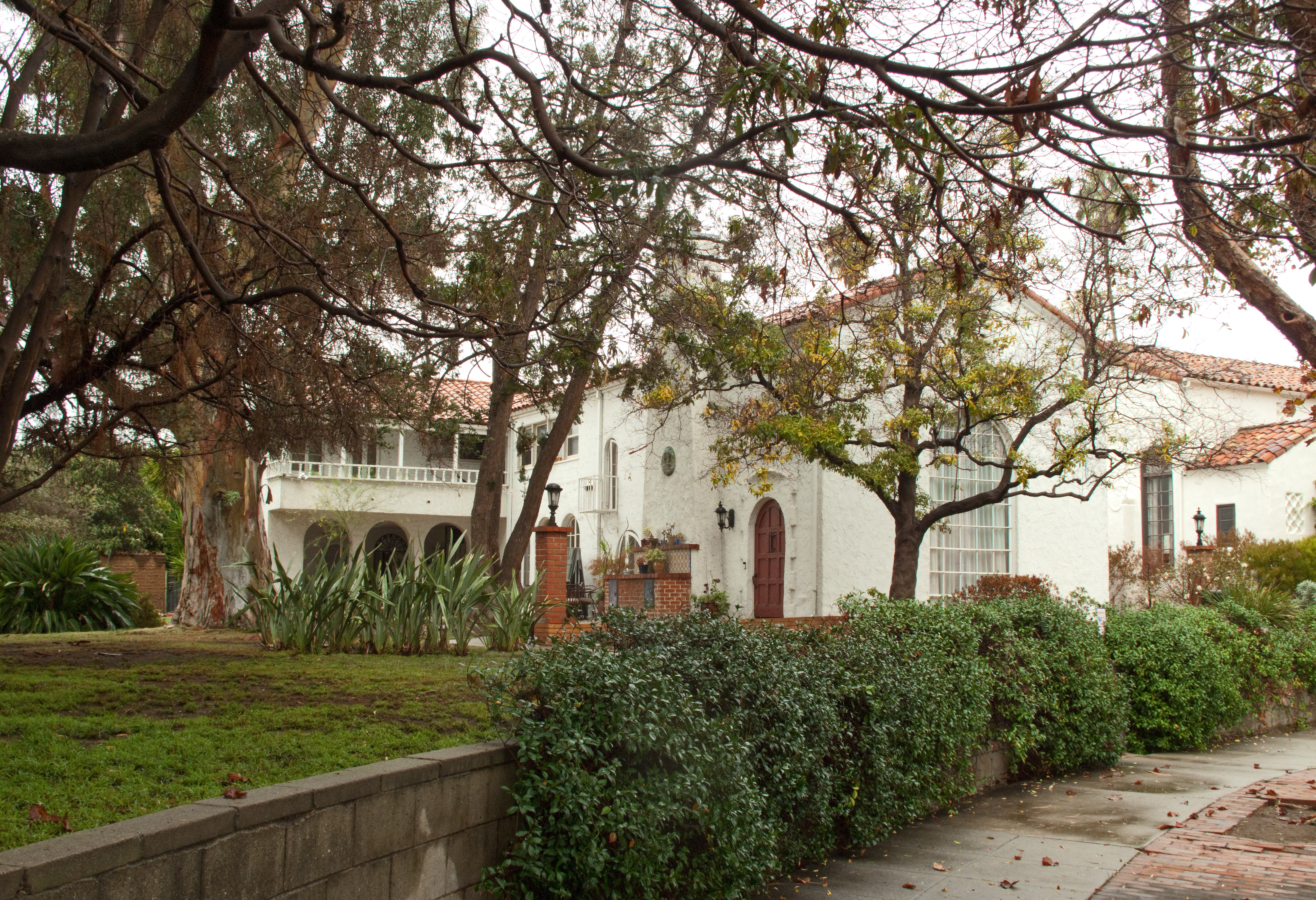
La casa di Lynn Bracken. 501 N. Wilcox Ave., Los Angeles

Hanson non voleva che il film risultasse troppo nostalgico, e chiese quindi a Dante Spinotti una fotografia da film contemporaneo, utilizzando un'illuminazione più naturale rispetto a quella di un classico film noir. Disse a Spinotti e alla production designer Jeannine Oppewall di prestare particolare attenzione ai dettagli dell'epoca, ma di tenerli comunque "tutti sullo sfondo". L.A. Confidential fu girato al Linda Vista Community Hospital nella zona di Los Angeles. Furono anche utilizzati diversi famosi punti di riferimento di Hollywood appropriati agli anni '50, tra cui il Formosa Cafe a West Hollywood, la Frolic Room su Hollywood Boulevard e il Crossroads of the World, un centro commerciale all'aperto.
La casa di Patchett è la Lovell House, una celebre residenza disegnata da Richard Neutra. La casa di Bracken è situata al numero 501 di Wilcox Avenue nel quartiere di Hancock Park. Altre location furono Angelino Heights, Lincoln Heights e Koreatown. Il Victory Motel fu uno dei pochi set costruiti appositamente per le riprese.

## Distribuzione
Negli Stati Uniti è uscito nelle sale cinematografiche il 19 settembre 1997. In Italia, invece, è uscito il 7 novembre.

## Riconoscimenti
- 1998 - Premio Oscar
  - Miglior attrice non protagonista a Kim Basinger
  - Migliore sceneggiatura non originale a Brian Helgeland e Curtis Hanson
  - Candidatura al miglior film a Michael G. Nathanson, Arnon Milchan e Curtis Hanson
  - Candidatura al migliore regia a Curtis Hanson
  - Candidatura alla migliore fotografia a Dante Spinotti
  - Candidatura alla migliore scenografia a Jay Hart e Jeannine Oppewall
  - Candidatura al miglior montaggio a Peter Honess
  - Candidatura al miglior sonoro a Andy Nelson, Anna Behlmer e Kirk Francis
  - Candidatura alla miglior colonna sonora a Jerry Goldsmith
- 1998 - Golden Globe
  - Miglior attrice non protagonista a Kim Basinger
  - Candidatura al miglior film drammatico
  - Candidatura al miglior regista a Curtis Hanson
  - Candidatura alla miglior sceneggiatura a Brian Helgeland e Curtis Hanson
  - Candidatura alla miglior colonna sonora a Jerry Goldsmith
- 1998 - Premio BAFTA
  - Miglior montaggio a Peter Honess
  - Miglior sonoro a Terry Rodman, Roland N. Thai, Kirk Francis, Andy Nelson, Anna Behlmer e John Leveque
  - Candidatura Miglior film a Michael G. Nathanson, Arnon Milchan e Curtis Hanson
  - Candidatura Migliore regia a Curtis Hanson
  - Candidatura Miglior attore protagonista a Kevin Spacey
  - Candidatura Miglior attrice protagonista a Kim Basinger
  - Candidatura Migliore sceneggiatura non originale a Brian Helgeland e Curtis Hanson
  - Candidatura Migliore fotografia a Dante Spinotti
  - Candidatura Migliore scenografia a Jay Hart e Jeannine Oppewall
  - Candidatura Migliori costumi a Ruth Myers
  - Candidatura Miglior trucco a John M. Elliott, Scott H. Eddo e Janis Clark
  - Candidatura Miglior colonna sonora a Jerry Goldsmith

- 1998 - Screen Actors Guild Award
  - Miglior attrice non protagonista a Kim Basinger
  - Candidatura Miglior cast
- 1998 - Critics' Choice Awards
  - Miglior film
  - Miglior sceneggiatura non originale a Brian Helgeland e Curtis Hanson
- 1997 - Festival di Cannes
  - Candidatura Palma d'Oro a Curtis Hanson
- 1997 - Chicago Film Critics Association Award
  - Miglior film
  - Migliore regia a Curtis Hanson
  - Migliore sceneggiatura non originale a Brian Helgeland e Curtis Hanson
  - Candidatura Miglior attore non protagonista a Kevin Spacey
  - Candidatura Miglior performance rivelazione a Guy Pearce
  - Candidatura Migliore fotografia a Dante Spinotti
  - Candidatura Miglior colonna sonora originale a Jerry Goldsmith
- 1998 - Empire Award
  - Miglior attore a Kevin Spacey
- 1998 - Nastro d'argento
  - Candidatura Regista del miglior film straniero a Curtis Hanson
  - Candidatura Migliore fotografia a Dante Spinotti
- 1998 - Las Vegas Film Critics Society Awards
  - Miglior sceneggiatura a Brian Helgeland e Curtis Hanson
- 1997 - National Board of Review Award
  - Miglior film
  - Migliori dieci film
  - Migliore regia a Curtis Hanson
- 1997 - Satellite Award
  - Miglior sceneggiatura non originale a Brian Helgeland e Curtis Hanson
  - Candidatura Miglior film drammatico a Curtis Hanson, Arnon Milchan e Michael G. Nathanson
  - Candidatura Miglior regia a Curtis Hanson
  - Candidatura Miglior attore in un film drammatico a Russell Crowe
  - Candidatura Miglior fotografia a Dante Spinotti
  - Candidatura Miglior montaggio a Peter Honess
  - Candidatura Miglior scenografia a Jeannine Oppewall
  - Candidatura Miglior colonna sonora originale a Jerry Goldsmith
- 1998 - Saturn Award
  - Miglior film d'azione/di avventura/thriller
- 1999 - Awards of the Japanese Academy
  - Miglior film straniero
- 1997 - Boston Society of Film Critics Award
  - Miglior film
  - Miglior regia a Curtis Hanson
  - Miglior attore non protagonista a Kevin Spacey
  - Miglior sceneggiatura a Curtis Hanson e Brian Helgeland
- 1998 - Fotogramma d'argento
  - Miglior film straniero a Curtis Hanson
- 1998 - London Critics Circle Film Awards
  - Film dell'anno
  - Regista dell'anno a Curtis Hanson
  - Sceneggiatore dell'anno a Brian Helgeland e Curtis Hanson
- 1997 - Los Angeles Film Critics Association Awards
  - Miglior film
  - Miglior regia a Curtis Hanson
  - Miglior sceneggiatura a Curtis Hanson e Brian Helgeland
  - Miglior fotografia a Dante Spinotti
  - Candidatura Miglior attore non protagonista a Kevin Spacey
  - Candidatura Miglior scenografia a Jeannine Oppewall
- 1998 - Golden Reel Award
  - Candidatura Miglior montaggio sonoro (Effetti sonori)
  - Candidatura Miglior montaggio sonoro (Dialoghi e ADR)
  - Candidatura Miglior montaggio sonoro (Colonna sonora)
- 1997 - New York Film Critics Circle Awards
  - Miglior film
  - Miglior regia a Curtis Hanson
  - Miglior sceneggiatura a Curtis Hanson e Brian Helgeland
- 1997 - San Diego Film Critics Society Awards
  - Miglior film
  - Miglior regia a Curtis Hanson
  - Miglior sceneggiatura non originale a Curtis Hanson e Brian Helgeland
- 1998 - Southeastern Film Critics Association Awards
  - Miglior film
  - Miglior regia a Curtis Hanson
  - Miglior attrice non protagonista a Kim Basinger
  - Miglior sceneggiatura non originale a Brian Helgeland e Curtis Hanson
- 1998 - Eddie Award
  - Candidatura Miglior montaggio a Peter Honess
- 1998 - American Society of Cinematographers
  - Candidatura Miglior fotografia a Dante Spinotti
- 1998 - AACTA Award
  - Miglior film straniero a Curtis Hanson, Arnon Milchan e Michael G. Nathanson
- 1998 - BMI Film & TV Award
  - Miglior colonna sonora a Jerry Goldsmith
- 1998 - Premio Bodil
  - Miglior film statunitense a Curtis Hanson
- 1997 - British Society of Cinematographers
  - Miglior fotografia a Dante Spinotti
- 1998 - Artios Award
  - Miglior casting per un film drammatico a Mali Finn
- 1998 - Cinema Writers Circle Awards
  - Miglior film straniero
- 1998 - Dallas-Fort Worth Film Critics Association Award
  - Miglior film
  - Miglior attrice non protagonista a Kim Basinger
  - Miglior sceneggiatura a Curtis Hanson e Brian Helgeland
  - Candidatura Miglior regia a Curtis Hanson
- 1998 - DGA Award
  - Candidatura Miglior regia a Curtis Hanson
- 1998 - Edgar Award
  - Miglior sceneggiatura a Curtis Hanson e Brian Helgeland
- 1998 - Film Critics Circle of Australia Award
  - Miglior film straniero
- 1999 - Mainichi Film Concours
  - Miglior film straniero a Curtis Hanson
- 1998 - National Society of Film Critics Awards
  - Miglior film
  - Miglior regia a Curtis Hanson
  - Miglior sceneggiatura a Curtis Hanson e Brian Helgeland
  - Candidatura Miglior attore non protagonista a Kevin Spacey
  - Candidatura Miglior fotografia a Dante Spinotti
- 1998 - PGA Award
  - Candidatura Miglior produttore a Arnon Milchan, Curtis Hanson e Michael G. Nathanson
- 1997 - Toronto International Film Festival
  - Metro Media Award a Curtis Hanson
- 1998 - WGA Award
  - Miglior sceneggiatura non originale a Brian Helgeland e Curtis Hanson
- 1998 - Argentinean Film Critics Association Awards
  - Candidatura Condone d'oro al miglior film straniero a Curtis Hanson
- 1998 - Art Directors Guild
  - Candidatura Miglior scenografia a Jeannine Oppewall e William Arnold
- 1997 - Awards Circuit Community Awards
  - Miglior film
  - Miglior cast
  - Miglior sceneggiatura non originale a Brian Helgeland e Curtis Hanson
  - Candidatura Miglior regia a Curtis Hanson
  - Candidatura Miglior attore protagonista a Russell Crowe
  - Candidatura Miglior attore non protagonista a Kevin Spacey
  - Candidatura Miglior attrice non protagonista a Kim Basinger
  - Candidatura Miglior scenografia a Jeannine Oppewall e Jay Hart
  - Candidatura Miglior fotografia a Dante Spinotti
  - Candidatura Miglior montaggio a Peter Honess
  - Candidatura Miglior sonoro
  - Candidatura Miglior colonna sonora originale a Jerry Goldsmith
  - Candidatura Migliori costumi a Ruth Myers
- 1999 - Blue Ribbon Awards
  - Miglior film straniero a Curtis Hanson
- 1998 - Chlotrudis Awards
  - Miglior film
  - Miglior regia a Curtis Hanson
  - Miglior attore protagonista a Russell Crowe
  - Miglior attore non protagonista a Kevin Spacey
  - Miglior sceneggiatura a Brian Helgeland e Curtis Hanson
  - Miglior fotografia a Dante Spinotti
  - Candidatura Miglior attore protagonista a Guy Pearce
- 1998 - Cinema Audio Society
  - Candidatura Miglior montaggio sonoro a Andy Nelson, Anna Behlmer e Kirk Francis
- 1998 - Florida Film Critics Circle Awards
  - Miglior regia a Curtis Hanson
  - Miglior sceneggiatura a Brian Helgeland e Curtis Hanson
  - Miglior fotografia a Dante Spinotti
- 1999 - Kinema Junpo Awards
  - Miglior film straniero a Curtis Hanson
  - Miglior regista straniero a Curtis Hanson
  - Readers' Choice Award al miglior film straniero a Curtis Hanson
- 1998 - Nikkan Sports Film Awards
  - Miglior film straniero
- 2012 - Online Film & Television Association
  - Miglior film
- 1998 - Online Film & Television Association
  - Miglior cast
  - Miglior sceneggiatura non originale a Curtis Hanson e Brian Helgeland
  - Candidatura Miglior film a Curtis Hanson, Arnon Milchan e Michael G. Nathanson
  - Candidatura Miglior film drammatico a Curtis Hanson, Arnon Milchan e Michael G. Nathanson
  - Candidatura Miglior regia a Curtis Hanson
  - Candidatura Miglior attrice non protagonista a Kim Basinger
  - Candidatura Miglior colonna sonora originale drammatica a Jerry Goldsmith
  - Candidatura Miglior montaggio a Peter Honess
  - Candidatura Miglior fotografia a Dante Spinotti
  - Candidatura Miglior scenografia a Jeannine Oppewall, William Arnold e Jay Hart
  - Candidatura Migliori costumi a Ruth Myers
  - Candidatura Miglior sequenza dei titoli
- 1998 - Online Film Critics Society Awards
  - Miglior film
  - Migliori dieci film
  - Miglior sceneggiatura a Curtis Hanson e Brian Helgeland
  - Candidatura Miglior regia a Curtis Hanson
- 1998 - Political Film Society
  - Candidatura Premio per i diritti umani
- 1998 - Sant Jordi Awards
  - Premio del Pubblico al miglior film straniero a Curtis Hanson
  - Miglior film straniero a Curtis Hanson
- 1997 - Society of Texas Film Critics Awards
  - Miglior attore non protagonista a Kevin Spacey
  - Miglior sceneggiatura non originale a Brian Helgeland e Curtis Hanson
  - Candidatura Miglior attrice non protagonista a Kim Basinger
- 1998 - Toronto Film Critics Association Awards
  - Candidatura Miglior film
  - Candidatura Miglior regia a Curtis Hanson
- 1998 - USC Scripter Award
  - Miglior sceneggiatura a James Ellroy, Brian Helgeland e Curtis Hanson